# Páni z Ludanic
Páni z Ludanic jsou starý panský rod pocházející z Uherska. Na Moravu přišli před polovinou 15. století.

## Historie
Bratři Jan a Hynek přišli na české území z Ludanic ve slovenské Nitranské pahorkatině. Na Přerovsku zakoupili statek Rokytnici, kde si vybudoval i hrobku. Hynek se stal zemským soudcem v Brně.
Na počátku 16. století se rod rozvětvil a získal Jemnici, Chropyni, Veveří, Lipník nad Bečvou a další panství.
Největší slávy dosáhl Hynkův syn Václav († 1557) působil 15 let jako moravský zemský hejtman, posléze se stal královským komisařem. Zasedal u soudu, který svolal císař Ferdinand I., aby potrestal vzbouřené stavy. Přihlásil se k jednotě bratrské a poskytoval jí pomoc i útočiště na Chropyni. Smrtí jeho stejnojmenného synovce Václava z Ludanic na Helfštýně a Rokytnici rod vymřel roku 1571 po meči.
Dcera Václava z Ludanic na Helfštýně a Rokytnici a jeho ženy Johany Meziříčské z Lomnice, Kateřina z Ludanic (cca 1565–1601), se roku 1580 provdala za posledního Rožmberka Petra Voka (1539–1611). Ten kvůli ní přestoupil z katolictví na bratrskou víru a stal se jejím obhájcem. Když roku 1601 zemřela, vyhynul rod i po přeslici.

## Erb
V modrém štítě se nachází husa. V Paprockého díle se uvádí příběh o vzniku erbu podobající se pověsti o založení Říma. Předkové Ludanických hájili město před vpádem francouzského vojska, v noci jednoho předka rodu probudila kejhající husa a jemu se podařilo nepřítele zajmout. Skutečným vysvětlením, jak se husa dostala do znaku, je, že maďarsky se řekne husa lúd.

## Příbuzenstvo
Spojili se s Rožmberky, Meziříckými z Lomnice, Lichtenburky ad.